# Petra Záplatová
Petra Záplatová (Trutnov, 29 dicembre 1991) è una cestista ceca.

## Carriera
Con la Rep. Ceca ha disputato i Campionati europei del 2017.